# Kentangan
Kentangan is een bestuurslaag in het regentschap Magetan van de provincie Oost-Java, Indonesië. Kentangan telt 2572 inwoners (volkstelling 2010).